# إلمر بلامر
إلمر بلامر (بالإنجليزية: Elmer Plummer)‏ هو رسام رسوم متحركة ورسام أمريكي، ولد في 6 نوفمبر 1910 في ريدلاندس في الولايات المتحدة، وتوفي في 31 ديسمبر 1986 في جنكشن سيتي في الولايات المتحدة.

## وصلات خارجية
- إلمر بلامر على موقع IMDb (الإنجليزية)
- إلمر بلامر على موقع ألو سيني (الفرنسية)
- إلمر بلامر على موقع أول موفي (الإنجليزية)
- إلمر بلامر على موقع قاعدة بيانات الأفلام السويدية (السويدية)
- إلمر بلامر على موقع قاعدة بيانات الفيلم (الإنجليزية)
- إلمر بلامر على موقع كينوبويسك (الروسية)